# 全面駭入
《全面駭入》（英語：Incorporated）是一部美国科幻题材的剧情电视剧，该剧于2016年11月30日至2017年1月25日在Syfy频道首播第一季。 在官方首播之前，Syfy频道于2016年11月16日在其官方网站提供了第一集的预看。
2017年2月27日，该剧在第一季後被取消。

## 故事概要
《全面骇入》以2074年一个反乌托邦密尔沃基为背景，当时许多国家因为气候变化或战争等危机而破产。在缺乏有效政府的前提下，大型跨国公司成为事实上的国家政府，管理着名为“绿区”的地方；而在没有管理或控制薄弱的其余地区则被称为“红区”。

## 演员名单
| 演員姓名        | 角色姓名                  | 角色簡介                                             |
| --------------- | ------------------------- | ---------------------------------------------------- |
| 肖恩·蒂爾       | 本·拉森/艾伦·斯洛恩       | 史畢嘉公司員工。                                     |
| 艾莉森·米勒     | 勞拉·拉森                 | 整容外科醫師，本的妻子。                             |
| 艾迪·拉莫斯     | 西奥·马克斯               | 被特倫斯看中去打拳的紅區難民。                       |
| 茱莉亞·奧蒙德   | 伊麗莎白·克勞斯           | 勞拉的母親，史畢嘉分公司主管。                       |
| 丹尼斯·赫柏特   | 朱利安                    | 分公司安全部門主管。                                 |
| 達蒙·海瑞曼     | 喬納森·亨德里克/亨利·里德 | 隱藏在人力資源部的難民。                             |
| 道格拉斯·尼巴   | 羅傑·卡普蘭               | 史畢嘉公司員工，富二代。                             |
| 丹尼斯·托茲     | 艾琳娜·馬克思             | 西奧的姐姐，艾倫的青梅竹馬，史畢嘉公司控制下的性奴。 |
| 伊恩·特雷西     | 特倫斯                    | 紅區的一位地方角頭。                                 |
| 安東尼·米夫蘇德 | 華萊士                    |                                                      |
| 大衛·惠利特     | 查德·彼得森               | 史畢嘉的40層高階主管                                 |

## 剧集发行

### 电视网
2016年11月30日起，本劇分別在美國透過Syfy頻道和在加拿大透過Showcase頻道播出。

### 获奖
| 年份 | 奖项   | 类别           | 提名人   | 结果 |
| ---- | ------ | -------------- | -------- | ---- |
| 2017 | 土星奖 | 最佳科幻类剧集 | 豺狼之吻 | 待定 |